# Tight (album de MSI)
Pour les articles homonymes, voir Tight.
Albums de Mindless Self Indulgence
Frankenstein Girls Will Seem Strangely Sexy
(21 février 2000)
Tight est le premier album de Mindless Self Indulgence, sorti le 20 avril 1999 par le label de Urine et Galus : Uppity Cracker. Il est réédité sous le nom de Tighter le 26 avril 2011 par le label The End Records.

## Titres

### Album original
Toutes les chansons sont composés et écrites par Urine, sauf mention contraire.
1. Grab the Mic - 1:20
2. Bring the Pain - 3:39 (Robert Diggs, Clifford Smith, Urine)
3. Mindless Self Indulgence - 0:22
4. Tight - 2:47
5. Diabolical - 1:43
6. Molly - 1:45
7. Tornado - 1:51
8. Daddy - 1:20
9. Pussy All Night - 2:21
10. Apple Country - 1:07 (Steve, Righ?)
11. Dickface	- 2:07
12. Bite Your Rhymes - 2:38
13. Hail Satan - 1:57 (version live de Tornado enregistrée au CBGB le 23 mai 1998)
14. Ecnegludni Fles Sseldnim - 6:07

### Tighter: Réédition de 2011
1. Grab the Mic - 1:20
2. Bring the Pain - 3:39 (reprise de Method Man) Robert Diggs, Clifford Smith, Urine
3. Mindless Self Indulgence - 0:22
4. Tight" - 2:47
5. Diabolical - 1:43
6. Molly - 1:44
7. Tornado - 1:51 Lana Moorer, Parish Smith, Urine
8. Daddy - 1:20
9. Pussy All Night - 2:21
10. Apple Country - 1:07 Steve, Righ?
11. Dickface - 2:07
12. Bite Your Rhymes - 2:38
13. Hail Satan - 1:57 (version live de 44Tornado enregistrée au CBGB le 23 mai 1998)
14. Ecnegludni Fles Sseldnim - 6:47 (contient la piste cachéeJX-47)
15. Ecnegludni Fles Sseldnim - 0:17
16. JX-47 - 3:35
17. Shnooze - 0:09
18. Cake - 1:25
19. I Hate Everyone - 1:03
20. If I Only Didn't Want to F the Ones Who Didnt Want to F Me - 1:39
21. Agents - 0:18
22. Bring the Pain (new wave version) - 4:15 Diggs, C. Smith, Urine
23. Tornado (cassingle version) - 2:17 Moorer, P. Smith, Urine
24. This Isn't Good - 1:57
25. Dickface" (demo) - 1:56
26. Tight" (8-bit) - 2:40
27. I Think I Turned 22 - 1:23
28. Free as a Birdie - 1:38